# Список послов СССР и России в Нигерии
В статье представлен список послов СССР и России в Нигерии.
- 1 октября 1960 — 12 января 1961 гг. установлены дипломатические отношения на уровне посольств.

| Срок полномочий                   | Посол                          | Годы жизни | Вручение верительных грамот    |
| --------------------------------- | ------------------------------ | ---------- | ------------------------------ |
| СССР                              |                                |            |                                |
| 21 ноября 1961 — 7 апреля 1964    | Фёдор Павлович Доля            | 1907—1996  | 21 декабря 1961, 6 января 1964 |
| 7 апреля 1964 — 20 августа 1970   | Александр Иосифович Романов    | 1912—1995  | 4 июня 1964                    |
| 20 августа 1970 — 9 октября 1974  | Борис Сергеевич Воробьёв       | 1923—1983  | 2 ноября 1970                  |
| 9 октября 1974 — 5 июня 1978      | Александр Васильевич Тетерин   | 1927—1990  | 7 ноября 1974                  |
| 5 июня 1978 — 8 октября 1985      | Владимир Всеволодович Снегирёв | 1923—2001  | 8 августа 1978                 |
| 8 октября 1985 — 23 марта 1990    | Юрий Викторович Купляков       | 1930—2020  |                                |
| 23 марта 1990 — 1991              | Олег Иванович Бочаров          | 1939—1993  |                                |
| Российская Федерация              |                                |            |                                |
| 19 июля 1993 — 17 декабря 1997    | Лев Александрович Паршин       | 1940—2015  |                                |
| 11 декабря 1998 — 12 марта 2004   | Геннадий Викторович Ильичёв    | 1938—      |                                |
| 12 марта 2004 — 10 июня 2008      | Игорь Александрович Мелихов    | 1944—      |                                |
| 10 июня 2008 — 1 апреля 2013      | Александр Дмитриевич Поляков   | 1959—      |                                |
| 1 апреля 2013 — 20 апреля 2018    | Николай Николаевич Удовиченко  | 1962—      |                                |
| 20 апреля 2018 — 27 декабря 2024  | Алексей Леонидович Шебаршин    | 1959—      | 16 октября 2018                |
| 27 декабря 2024 — настоящее время | Андрей Леонидович Подъёлышев   | 1962—      | 15 мая 2025                    |